# 西祖谷山村田ノ内
西祖谷山村田ノ内（にしいややまむらたのうち）は、徳島県三好市の町名。郵便番号は778-0101。

## 地理
三好市の中央部に位置。南は西祖谷山村戸ノ谷・西祖谷山村一宇、東は西祖谷山村善徳、北は池田町松尾、西は池田町川崎・西祖谷山村新道とそれぞれ接する。地域の中央を南北に祖谷川が流れ、蛇行する祖谷川の姿がひらがなの「ひ」の字に見えるひの字渓谷がある。

### 山岳
- 国見山

### 河川
- 祖谷川
- 若宮谷川

### 小字
- 田の内奥
- 田の内上
- 田丸
- 眠谷

## 歴史
- 2006年（平成18年）3月1日 - 三好郡西祖谷山村が三野町・池田町・山城町・井川町・東祖谷山村と合併して三好市が発足し、現在の町名となる。

## 世帯数と人口
2021年（令和3年）12月31日現在の世帯数と人口は以下の通りである。
| 町丁             | 世帯数 | 人口 |
| ---------------- | ------ | ---- |
| 西祖谷山村田ノ内 | 11世帯 | 12人 |

## 小・中学校の学区
市立小・中学校に通う場合、学区は以下の通りとなる。
| 番地 | 小学校             | 中学校               |
| ---- | ------------------ | -------------------- |
| 全域 | 三好市立檪生小学校 | 三好市立西祖谷中学校 |

## 施設
- ひの字渓谷 - にし阿波お勧めビューポイント100選選定。
- 田中神社
- 正軍神社

## 交通

### 鉄道
- 最寄駅はJR土讃線の大歩危駅。

### 道路
都道府県道
- 徳島県道32号山城東祖谷山線